# Roger Allen (Skilangläufer)
Roger Allen (* 5. Mai 1952 in Aklavik) ist ein ehemaliger kanadischer Skilangläufer.
Allen, der für die Inuvik Ski Club startete, kam bei den Nordischen Skiweltmeisterschaften 1970 in Štrbské Pleso auf den 68. Platz über 15 km. Zwei Jahre später belegte er in Sapporo bei seiner einzigen Teilnahme an Olympischen Winterspielen den 50. Platz über 15 km und zusammen mit Fred Kelly, Jarl Omholt-Jensen und Malcolm Hunter den 13. Platz in der Staffel. Seine Schwester Roseanne Allen nahm ebenfalls in Skilanglauf an den Olympischen Winterspielen 1972 teil.